# Министерство юстиции Кыргызской Республики
Министерство юстиции Кыргызской Республики — государственный орган исполнительной власти, ответственный за разработку и реализацию государственной политики в сфере нормативного правового регулирования, судебно-экспертной, адвокатской, нотариальной, пробационной и уголовно-исполнительной деятельности. Минюст также представляет интересы Кыргызской Республики и Кабинета Министров в различных судах, включая международные, арбитражные, Верховный и Конституционный суды, а также в местных судебных органах.

## История Министерства юстиции Кыргызстана
Отечественная система юстиции берет начало с 15 ноября 1917 года, когда в Ташкенте был создан комиссариат юстиции. Система юстиции начала самостоятельное развитие с образованием автономной, а затем и союзной республики.
В 1927 году на Учредительном съезде Киргизской АССР была принята Декларация о создании КАССР. В 1928 году были созданы отделы прокуратуры, общий отдел и отделения суда по уголовным и гражданским делам. Верховный суд КАССР находился в подчинении Народного комиссариата юстиции КАССР, который осуществлял надзор за исполнением законодательства.
В 1929 году на втором Республиканском съезде КАССР была принята первая Конституция, укрепившая основы государственного строя. Для подготовки кадров были открыты юридические курсы, преобразованные в правовую школу.
В 1936 году Верховный суд КАССР и республиканская прокуратура отделились от системы НКЮ КАССР. В 1939 году КАССР была преобразована в Киргизскую Советскую Социалистическую Республику. В 1940 году была утверждена структура наркомата юстиции, включавшая новые отделы и группы.
Во время Великой Отечественной войны органы юстиции и судебные органы выполняли задачи по укреплению обороноспособности страны и борьбе с правонарушениями в тылу. В 1946 году Наркомат юстиции был преобразован в Министерство юстиции Киргизской ССР.
В 1958 году Министерство юстиции было ликвидировано, а его функции переданы Верховному Суду. В 1970 году Министерство юстиции было вновь образовано для улучшения качества законодательных актов и координации работы судов.
В конце 80-х годов особое внимание уделялось правовому обеспечению политических, социально-экономических и личных прав граждан. В 1991 году Верховный Совет Кыргызской Республики провозгласил государственный суверенитет, и началась новая история кыргызской юстиции.
После обретения независимости в 1991 году было утверждено Положение о Министерстве юстиции Республики Кыргызстан. Основными задачами Министерства стали подготовка проектов законодательных актов, юридическая экспертиза, систематизация и совершенствование законодательства, организационное обеспечение деятельности судов, руководство нотариатом, судебно-экспертными учреждениями и правовое воспитание населения.

## Структура Министерства юстиции Кыргызстана
Руководство:
Министерство возглавляет  Баетов Аяз Батыркулович (с 13 октября 2021 года). В его подчинении 5 заместителей:
- Первый заместитель министра юстиции: Аскарова Зарема Аликовна (с 17 декабря 2021 года)
- Заместитель министра юстиции: Зарылбек уулу Алмазбек (с 26 января 2022 года)
- Заместитель министра юстиции: Орозов Бактияр Сайпидинович (с 13 сентября 2022 года)
- Заместитель министра юстиции: Сыдыков Орозбек Кадырбекович (с 1 июня 2021 года)
- Заместитель министра юстиции: Сыдыгалиев Искендер Муратович (с 19 февраля 2024 года)

Центральный аппарат:
- Отдел информирования населения и правового просвещения
- Управление правовой информации
- Управление экономического законодательства
- Управление законодательства в сфере государственного управления и правоохранительной системы
- Управление адвокатуры, правовой помощи и КСПЧ
- Международно-правовое управление
- Управление финансового планирования и материального обеспечения
- Управление нотариата, регистрации юридических лиц и апостилирования
- Управление политики в сфере пенитенциарной, пробационной, судебно-экспертной деятельности
- Управление аналитики и цифровизации — ситуационный центр
- Управление мониторинга
- Отдел управления человеческими ресурсами
- Отдел регламента и делопроизводства

Территориальные подразделения:
- Чуй-Бишкекское управление юстиции
- Ошское управление юстиции
- Управление юстиции Джалал-Абадской области
- Управление юстиции Иссык-Кульской области
- Управление юстиции Нарынской области
- Управление юстиции Баткенской области
- Управление юстиции Таласской области

Подведомственные подразделения:
- Служба юридической помощи
- Департамент пробации
- Судебно-экспертная служба
- Институт нормотворчества и верховенства права
- Центр судебного представительства

## Персоналии (Список министров)

### Народные комиссары юстиции Киргизской АССР
- Худайбергенов Ташмухамед (1927—1929)
- Жоломанов Искендер Джанузакович (1929—1934)

### Народные комиссары юстиции Киргизской ССР
- Табельдинов Каратал (1935—1937)
- Урицкий Анатолий Григорьевич (1939—1940)
- Климов Сергей Алексеевич (1940—1942)
- Али Мамедов Сафар Гусейн Заде (1942—1943)
- Лавренков Иван Кузьмич (1945—1949)
- Ташкулов Рашид Ташкулович (1949—1952)
- Шаменов Кожоналы (1953—1958)

### Министры юстиции Кыргызской Республики
- Мукамбаев Усуп Мукамбаевич (1992—1993)
- Чолпонбаев Мукар Шалтакович (1993—1995)
- Гутниченко Лариса Викторовна (1995—1998)
- Бейшеналиева Нэля Николаевна (1998—2001)
- Абдрахманов Жакып Токтобекович (2001—2002)
- Нарымбаев Данияр Ильич (2002)
- Осмонов Курманбек Эргешович (2002—2004)
- Бейшеналиева Нэля Николаевна (2004—2005)
- Кайыпов Марат Таштанович (2005—2008)
- Турсункулов Нурлан Жанышевич (2008—2009)
- Абдиев Курмантай Абдиевич (2009—2010)
- Салянова Аида Женишбековна (2010)
- Мухамеджанов Абылай Жумакадырович (2010—2011)
- Шыкмаматов Алмамбет Насырканович (2011—2015)
- Мамбеталиева Жылдыз Жээнбаевна (2015—2016)
- Ахметов Уран Толондиевич (2016—2018)
- Абдылдаева Айнур Нуралиевна (2018)
- Джаманкулов Марат Тургунбаевич (2018—2021)
- Чынбаева Асель Рыспековна (2021)
- Баетов Аяз Батыркулович (с 2021 года)

## Ведомственные награды
- Благодарность (Алкыш)
- Почетная грамота (Ардак грамота)
- Медаль «Кызматташтык салымы үчүн» (За сотрудничество)
- Медаль «Укуктук агартуунун мыкты кызматкери» (Отличник правового просвещения)
- Медаль «Сиңирген эмгеги үчүн» (За заслуги) первой, второй и третьей степени
- Нагрудной знак «Юстициянын мыкты кызматкери» (Отличник юстиции)
- Медаль «За безупречную службу»
- Медаль «За вклад в реформу правосудия»
- Почётный знак «За заслуги в нотариате»